# 1624 en science
| Années de la science : 1621 - 1622 - 1623 - 1624 - 1625 - 1626 - 1627    |
| Décennies de la science : 1590 - 1600 - 1610 - 1620 - 1630 - 1640 - 1650 |

Cet article présente les faits marquants de l'année 1624 en science.

## Événements
- 29 mai : le Parlement d'Angleterre adopte le Statut des monopoles écrit par Edward Coke, qui limite au brevet d'invention le pouvoir de la couronne à accorder des monopoles[1].
- Septembre : Galilée perfectionne son microscope composé[2].

- Dans son traité sur les eaux de Spa, le chimiste Van Helmont nomme « Gaz » les fluides incompressibles[3].
- L'Anglais Edmund Gunter invente une « règle à calcul » dont le principe est basé sur l'utilisation des logarithmes ; elle est perfectionnée par William Oughtred[4].

## Publications
- Jean Boulenger : La geometrie pratique des lignes des superficies et des corps, ou nouuelle methode de toiser & arpenter auec la mesure ordinaire, sans que toutesfois il soit besoin de vser de fractions, ny de reductions en petites parties ;
- Charles Bouvard : Description de la maladie, de la mort et de la vie de madame la duchesse de Mercœur, décédée en son château d'Anet le 6 sept. 1623., publié à Paris : J. Libert, 1624, notice n° : FRBNF30150427 ;
- Henry Briggs : Arithmetica Logarithmica, Londres, 1624, in-folio ;
- Salomon de Caus : La Practique et la démonstration des horloges solaires, avec un discours sur les proportions, tiré de la raison de la trente-cinquième proposition d’Euclide, et autres raisons et proportions, et l’usage de la sphère plate, Paris, Hyerosme Drouart, 1624 ;
- Rembert Dodoens : Ars medica, ofte ghenees-kunst, 1624, posthume ;
- Christopher Grienberger : Rerum mathematicarum opus, Rome, 1624 ;
- Edmund Gunter : The Description and Use of His Majesties Dials in Whitehall Garden, 1624 ;
- Johannes Kepler : Chilias logarithmorum, table de logarithmes ;
- Metius : De genuino usu utriusqve globi tractatus, Franeker, 1624 ;
- Grégoire de Saint-Vincent : Theoremata mathematice scientiae staticae, 1624 ;
- Willebrord Snell : Tiphys Batavus, sive Histiodromice, de navium cursibus, et re navali, Elzevir, 1624, Leyde.
- Jean-Baptiste Van Helmont : Supplementum de Spadanis fontibus.

## Naissances

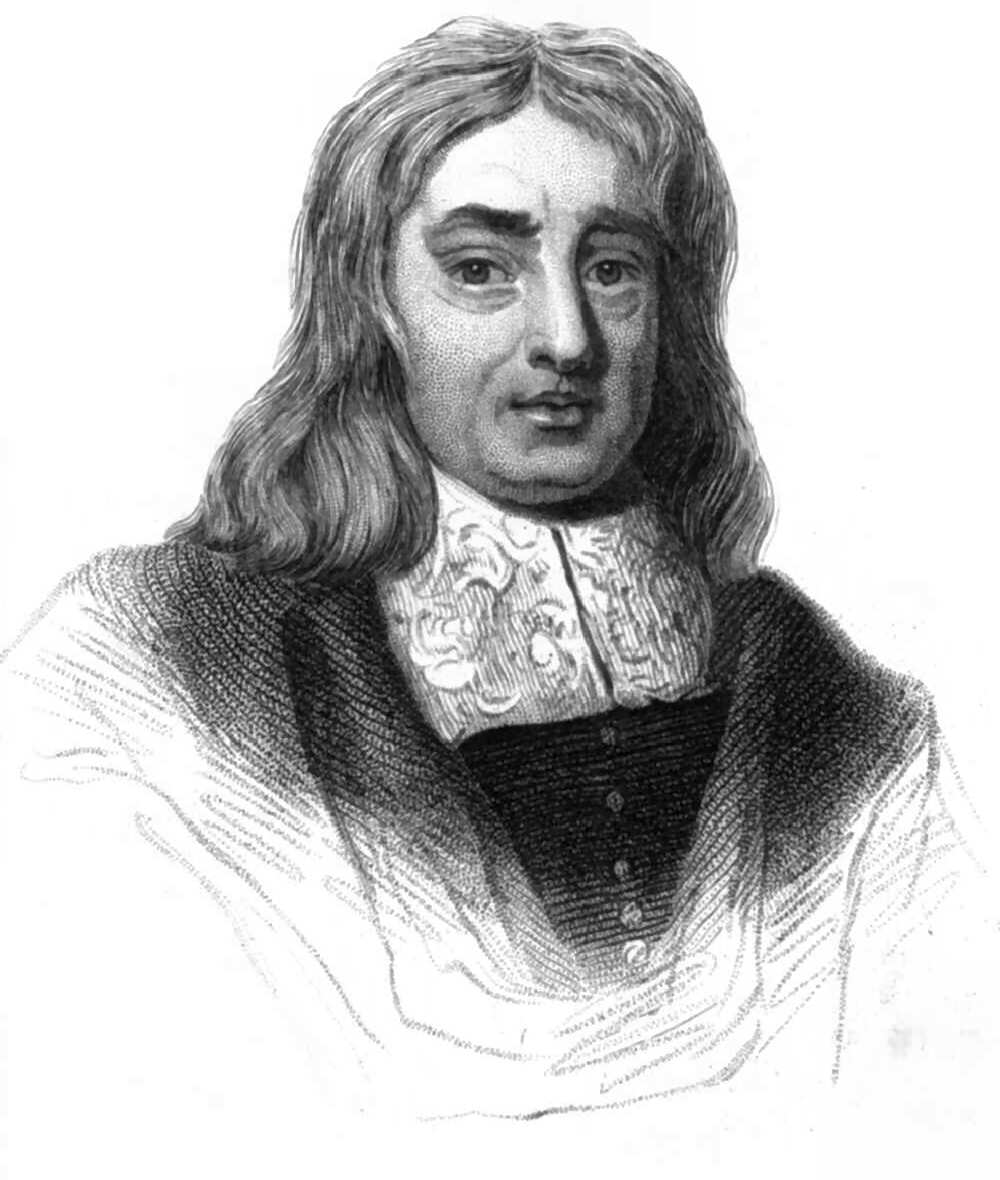
Thomas Sydenham

- 17 janvier : Camillo-Guarino Guarini (mort en 1683), prêtre, mathématicien, écrivain et architecte italien.
- 1er mars : Jean-Baptiste de La Quintinie (mort en 1688), jardinier et agronome français.
- 11 juin : Jean-Baptiste Du Hamel (mort en 1706), homme de sciences, philosophe et théologien français.
- 10 septembre : Thomas Sydenham (mort en 1689), médecin anglais, la première personne à recommander l'usage de la quinine pour soulager les symptômes de la malaria.

## Décès
- 7 juin : Giuseppe Biancani (né en 1566), jésuite, astronome et mathématicien italien.
- 5 décembre : Gaspard Bauhin (né en 1560), botaniste suisse et médecin qui a développé un premier et important système de  classification des plantes .
- 26 décembre : Simon Marius (né en 1573), astronome allemand.

- John Protheroe (né en 1582), scientifique gallois.